# Самервил (Тексас)
Самервил (енгл. Somerville) град је у америчкој савезној држави Тексас. По попису становништва из 2010. у њему је живело 1.376 становника.

## Демографија
Према попису становништва из 2010. у граду је живело 1.376 становника, што је 328 (19,2%) становника мање него 2000. године.
| Група             | 2000.       | 2010.       |
| Белци             | 807 (47,4%) | 653 (47,5%) |
| Афроамериканци    | 520 (30,5%) | 350 (25,4%) |
| Азијати           | 2 (0,1%)    | 1 (0,1%)    |
| Хиспаноамериканци | 366 (21,5%) | 365 (26,5%) |
| Укупно            | 1.704       | 1.376       |